# Oblast de Toula
Ne doit pas être confondu avec la république de Touva.
L'oblast de Toula (en russe : Ту́льская о́бласть, Toulskaïa oblast) est un sujet fédéral de Russie (oblast). Sa capitale administrative est la ville de Toula.

## Histoire
Les tumulus (kourganes) et vestiges archéologiques mis au jour dans la région témoignent de l'antiquité de peuplement. Ces terres furent occupées par la tribu slave des Viatitches, peuple sédentaire qui commerçait avec d'autres peuples de Russie. Cela est confirmé par des titres de propriété mentionnant l'existence d'un « ancien village » à la confluence du ruisseau de la Toulitsa avec l’Oupa. En ces temps reculés, les habitants ont dû se défendre contre les raids des Tatars et d'autres tribus nomades. La plus ancienne mention de Toula apparaît dans la Chronique de Nikon à l'occasion d'une campagne du prince Sviatoslav Olgovitch de Tchernigov : on y lit qu'en 1146, ce prince, qui faisait route vers Riazan, a traversé plusieurs villages, dont celui de Toula, qui à l'époque appartenait à la principauté de Riazan. Toula devint une des forteresses de la Moscovie sous Vassili III.
Au cours de la Seconde Guerre mondiale, lors de la bataille de Moscou, à la fin de 1941, Toula fut l’une des villes où les Soviétiques parvinrent à stopper définitivement l’avancée des armées allemandes, au prix d’une résistance acharnée et de lourdes pertes. C’est en raison de cette action héroïque que Toula reçut le titre de Ville héros en 1976.

## Géographie
L’oblast de Toula couvre une superficie de 25 679 km2. Il dépend du district fédéral central de la Russie ; il est frontalier de ceux de Moscou, de Riazan, de Lipetsk, d’Orel et de Kalouga.

### Hydrographie
L'oblast de Toula compte plus de 1 600 rivières et ruisseaux. Les plus considérables sont :
- le Don ;
- l’Oka ;
- l’Oupa.

### Ressources naturelles
Le sous-sol de l’oblast est riche en minerais de fer, argile, calcaire, et des dépôts de lignite. Ces dépôts font partie du bassin houiller de Moscou.

### Climat
L’oblast de Toula présente un climat continental modéré, avec des étés chauds et des hivers froids. La température moyenne de janvier est de −10 °C dans le nord et de −9 °C au sud. La température moyenne de juillet varie entre +19 °C et +20 °C. Les précipitations annuelles s'élèvent à 470 mm dans le sud-est et à 575 mm au nord-ouest.

### Villes
| Villes         | Nom russe      | habitants (au 1er janvier 2005) |
| -------------- | -------------- | ------------------------------- |
| Toula          | Тула           | 465 943                         |
| Novomoskovsk   | Новомосковск   | 129 816                         |
| Aleksine       | Алексин        | 66 966                          |
| Chtchiokino    | Щёкино         | 60 682                          |
| Ouzlovaïa      | Узловая        | 58 122                          |
| Iefremov       | Ефремов        | 45 581                          |
| Donskoï        | Донской        | 31 738                          |
| Kimovsk        | Кимовск        | 31 050                          |
| Bogoroditsk    | Богородицк     | 30 137                          |
| Kireïevsk      | Киреевск       | 25 546                          |
| Souvorov       | Суворов        | 20 506                          |
| Iasnogorsk     | Ясногорск      | 18 016                          |
| Kossaïa Gora   | Косая Гора     | 17 836                          |
| Severo-Zadonsk | Северо-Задонск | 16 751                          |
| Plavsk         | Плавск         | 16 486                          |
| Veniov         | Венёв          | 15 869                          |
| Beliov         | Белёв          | 15 335                          |
| Skouratovski   | Скуратовский   | 13 721                          |
| Pervomaïski    | Первомайский   | 10 885                          |
| Sokolniki      | Сокольники     | 10 767                          |
| Bolokhovo      | Болохово       | 10 300                          |
| Leninski       | Ленинский      | 9 884                           |
| Mendeleïevski  | Менделеевский  | 9 831                           |
| Lipki          | Липки          | 9 699                           |
| Plekhanovo     | Плеханово      | 9 089                           |
| Doubovka       | Дубовка        | 9 064                           |
| Sovetsk        | Советск        | 8 373                           |
| Tovarkovski    | Товарковский   | 7 887                           |
| Gorelki        | Горелки        | 7 854                           |
| Novoougolny    | Новоугольный   | 7 185                           |
| Tchern         | Чернь          | 6 835                           |
| Zaokski        | Заокский       | 6 686                           |
| Gritsovski     | Грицовский     | 6 666                           |
| Borodinski     | Бородинский    | 6 456                           |
| Odoïev         | Одоев          | 6 328                           |
| Agueïevo       | Агеево         | 6 082                           |
| Doubna         | Дубна          | 6 074                           |
| Arsenievo      | Арсеньево      | 5 885                           |
| Kourkino       | Куркино        | 5 878                           |
| Teploïe        | Теплое         | 5 282                           |
| Chvartsevski   | Шварцевский    | 5 136                           |

## Population et société

### Démographie
| 2002      | 2016      | 2021 | - | - |
| --------- | --------- | ---- | - | - |
| 1 675 758 | 1 506 446 | -    | - | - |

| Année | Fécondité | Fécondité urbaine | Fécondité rurale |
| ----- | --------- | ----------------- | ---------------- |
| 1990  | 1,68      | 1,60              | 2,16             |
| 1991  | 1,51      | 1,42              | 2,05             |
| 1992  | 1,37      | 1,29              | 1,80             |
| 1993  | 1,27      | 1,20              | 1,66             |
| 1994  | 1,26      | 1,19              | 1,64             |
| 1995  | 1,19      | 1,12              | 1,55             |
| 1996  | 1,11      | 1,06              | 1,39             |
| 1997  | 1,07      | 1,01              | 1,38             |
| 1998  | 1,09      | 1,04              | 1,40             |
| 1999  | 1,00      | 0,94              | 1,30             |
| 2000  | 1,04      | 1,00              | 1,28             |
| 2001  | 1,08      | 1,05              | 1,27             |
| 2002  | 1,09      | 1,06              | 1,26             |
| 2003  | 1,15      | 1,12              | 1,35             |
| 2004  | 1,13      | 1,10              | 1,27             |
| 2005  | 1,10      | 1,07              | 1,21             |
| 2006  | 1,10      | 1,06              | 1,29             |
| 2007  | 1,15      | 1,08              | 1,43             |
| 2008  | 1,23      | 1,16              | 1,55             |
| 2009  | 1,30      | 1,21              | 1,64             |
| 2010  | 1,31      | 1,22              | 1,66             |
| 2011  | 1,32      | 1,22              | 1,71             |
| 2012  | 1,43      | 1,31              | 1,91             |
| 2013  | 1,42      | 1,35              | 1,70             |
| 2014  | 1,47      | 1,41              | 1,65             |
| 2015  | 1,57      | 1,60              | 1,48             |
| 2016  | 1,55      | 1,58              | 1,44             |
| 2017  | 1,40      | 1,41              | 1,38             |

## Personnalités
- Alexandre Tchekaline, résistant à l'occupation allemande pendant la Seconde Guerre mondiale.